# Péninsule Tres Montes
La péninsule Tres Montes (en espagnol : Península Tres Montes, littéralement « la péninsule des trois collines »), est une langue de terre qui s'étend au sud-ouest de la péninsule de Taitao au Chili. Elle est reliée à son tour à la partie continentale du Chili par l'étroit isthme d'Ofqui. La péninsule est située dans la Région d'Aysén del General Carlos Ibáñez del Campo à proximité de la triple jonction tectonique : la plaque de Nazca, la plaque antarctique et la plaque sud-américaine